# Wypędzenie. Księżyc i blask ognia
Wypędzenie. Księżyc i blask ognia (ang. Expulsion. Moon and Firelight) – obraz olejny Thomasa Cole’a, namalowany około roku 1828, przedstawiający alegoryczną wizję ogrodu rajskiego. Obraz znajduje się obecnie w zbiorach Muzeum Thyssen-Bornemisza.

## Okoliczności powstania i opis
Thomas Cole, uważany za prekursora północnoamerykańskiego malarstwa pejzażowego, na początku swojej kariery przenosił na płótno malownicze widoki rzeki Hudson. W 1826 roku namalował kilka obrazów z cyklu Sceny z „Ostatniego Mohikanina” nawiązujących do wydanej w tym samym roku powieści Ostatni Mohikanin Jamesa Fenimore’a Coopera. Zaprezentował w nich nową wizję amerykańskiej scenerii, inspirowaną swoimi podróżami przez formacje skalne Gór Białych w stanie New Hampshire. Obrazy te okazały się wstępem do nowego jakościowo malarstwa pejzażowego, oznaczającego zmianę jego orientacji w kierunku krajobrazu o charakterze alegorycznym, jak Wypędzenie. Księżyc i blask ognia. Punktem centralnym tego obrazu stał się charakterystyczny most zawieszony nad dużym urwiskiem, zwany „mostem strachu”, na który artysta zwrócił uwagę w 1827 roku podczas swej wędrówki po Górach Białych i który uwiecznił w licznych, wykonanych wówczas szkicach. Biorąc ten element za punkt wyjścia ukazał scenę wypędzenia Adama i Ewy z Raju (choć obu postaci nie umieścił na płótnie). Głównymi elementy scenerii uczynił: kamienny most, wodospad, wulkan i księżyc, a całą kompozycję rozplanował symetrycznie wokół zarysu krzyża, utworzonego przez poziomą linię mostu i pionową linię wodospadu. Po prawej stronie krzyża znajduje się Raj, a po lewej – świat po upadku. W ten sposób artysta stworzył symboliczną grę kontrastów pomiędzy: światłem księżyca a światłem dziennym, ogniem wulkanu a wodą, ziemią a powietrzem. Wysublimowany charakter całej sceny podkreśla kontrast pomiędzy światłem świecącym wewnątrz łuku a cieniem wokół niego.

## Inne obrazy Cole’a o tematyce biblijnej
Obraz Wypędzenie. Księżyc i blask ognia nawiązuje do dwóch innych prac o tematyce biblijnej, które Thomas Cole wystawił w 1828 roku w National Academy of Design w Nowym Jorku i które, według Franklina Kelly, stanowiły punkt zwrotny w jego karierze artystycznej: Rajski ogród i Wygnanie z raju. Pierwszy z nich przedstawia świat przed upadkiem, a kompozycja jest zdominowana przez idylliczny krajobraz. Na drugim obrazie wypędzeni z raju Adam i Ewa przechodzą przez skalisty most zmierzając w kierunku burzliwego środowiska naturalnego. Zarówno postacie Adama i Ewy, jak i opis Raju zostały usunięte z obrazu Wypędzenie. Księżyc i blask ognia. Inaczej niż w Wygnaniu z raju, w którym Raj jest łatwo rozpoznawalny dla widza, w Wypędzeniu artysta poprzez usunięcie postaci uczynił kamienny most zamiast drogi wygnania ścieżką prowadzącą do Edenu, świecącego pośród ciemności. Dziki, amerykański krajobraz i jego zdolność do przekazywania Bożego dzieła stworzenia, jako metafory Edenu opisał Cole w swoim „Essays on American Scenery” stwierdzając iż tym, co oddziela ludzkość od rajskiego ogrodu jest otoczona ciemnymi skałami brama, prowadząca do świecącego źródła nadziei. Artysta podkreślił z przekonaniem, że „jesteśmy nadal w Edenie, a ścianą, która nas od niego dzieli, jest nasza ignorancja i głupota”.
Zarówno Wygnanie z raju, jak i Wypędzenie. Księżyc i blask ognia zdradzają wpływ rycin wykonanych przez Johna Martina do poematu epickiego Johna Miltona Raj utracony. Wpływ ten widoczny jest w skalistej bramie, a zwłaszcza w zastosowaniu światła, nadającego kompozycji dramatycznej siły wyrazu.
Cole w obrazach tych nie traktował malarstwa pejzażowego jedynie w kategoriach opisowych, ale użył je jako środek do wyrażenia idei religijnych lub moralnych, władzy Boga nad naturą i bezbronności człowieka wobec niej. Przedstawiając krajobraz Ameryki Północnej jako metaforę Edenu wyraził obawę co do skutków gwałtownej industrializacji północnoamerykańskiego kontynentu.